# ハリケーンアワー
『ハリケーンアワー』（原題: Hours）は、2013年にアメリカ合衆国で制作されたスリラー映画。2005年に実際にアメリカ合衆国東部を襲った巨大ハリケーン「カトリーナ」を題材にしている。
アメリカ合衆国での公開を目前に控えた2013年11月30日、主演と製作総指揮を務めたポール・ウォーカーは交通事故によって突然この世を去ってしまい、彼の死後に劇場公開された。

## ストーリー
2005年のアメリカ合衆国ルイジアナ州ニューオーリンズ。巨大ハリケーン「カトリーナ」の接近により、都市の機能は完全に麻痺し、街は暴徒による略奪が横行する混乱状態に陥っていた。
ちょうどその頃、病院に搬送された妊婦のアビゲイルは、我が子の出産と引き換えに命を落としてしまう。彼女の夫であるノーランは悲しみに打ちひしがれるが、産まれた赤ん坊は未熟児で「人工呼吸器を最低でも48時間は取り外すことができない」と医師から宣告される。だが、いよいよハリケーンの脅威は病院にまで迫り、ついには病院内全ての電気が停止し、補助電源まで使えなくなってしまう。
医師や看護師は避難を開始するが、人工呼吸器が必要な我が子を移動させることも見捨てることもできない父ノーランは、赤ん坊とともに病院に残ることを選択する。病院内を探し、なんとか手動の発電機を確保したノーランだったが、保育器のバッテリーは充電しても３分しか持たず、充電するたびに持続時間も減ってしまう。ノーランは我が子の命を守りながら、ハリケーンの脅威や略奪に来た暴徒と戦い、救助を呼ぼうと必死で努力を続けるのだが……。

## キャスト
| 役名               | 俳優                   | 日本語吹替 |
| ------------------ | ---------------------- | ---------- |
| ノーラン・ヘイズ   | ポール・ウォーカー     | 阪口周平   |
| アビガイル・ヘイズ | ジェネシス・ロドリゲス | 松井菜桜子 |